# Acacia glandulifera
Acacia glandulifera là một loài thực vật có hoa trong họ Đậu. Loài này được S. Watson miêu tả khoa học đầu tiên năm 1890.